# نوپسرها کوریالیس
نوپسرها کوریالیس یک گونه سوسک از خانوادهٔ سوسک‌های شاخک‌دراز است. فرانسیس پولْکینگهورن پاسکو در سال ۱۸۶۶ آن را بررسی و توصیف کرد.